# Europäisch Kurzhaar
Die Europäisch Kurzhaar (bei der WCF Keltisch Kurzhaar, bei der FIFé Europäer genannt) ist eine Katzenrasse. Die Europäisch Kurzhaar wird – im Gegensatz zu anderen Katzenrassen (die auch zu den Hauskatzen zählen) – nur von wenigen Züchtern planmäßig gezüchtet. Ihre Urahnen sind ganz gewöhnliche Haus- und Dorfkatzen. Die Anerkennung der Europäisch Kurzhaar als eigenständige Rasse erfolgte erst 1982.
Die Entwicklung der Europäisch Kurzhaar wird hauptsächlich auf die Falbkatze, eine südeuropäisch-afrikanische Katze, zurückgeführt. Die Falbkatze weist bei Körperbau, Schädel und Zahnstellung auffallende Ähnlichkeiten mit der Hauskatze auf. Die Europäische Wildkatze ist kaum mit der Hauskatze verwandt, Verpaarungen sind möglich, kommen auch vor, haben aber praktisch keinen Einfluss auf die Besonderheiten der Europäisch Kurzhaar.
Der Körper der Europäisch Kurzhaar ist kräftig, muskulös und nicht gedrungen wie bei der Perserkatze oder der Britisch Kurzhaar. Die Brust ist breit, fast massiv. Die Beine sind von mittlerer Länge und muskulös und enden in runden Pfoten. Der Kopf ist groß, mit mittellanger, leicht konkaver Nase, die Augen rund und leicht schräg gestellt. Die Ohren sind weit auseinandergesetzt, mittelgroß und stehen fast aufrecht. Breite und Höhe der Ohren sind etwa gleich groß. Ohrpinsel können vorhanden sein. Das Fell ist dicht, der Schwanz ist kräftig und verjüngt sich zum Schwanzende hin, das leicht gerundet ist. Die Katzen dieser Rasse gelten als intelligent, anhänglich und liebevoll. Es sind lebhafte Tiere, die sich im Freien am wohlsten fühlen.

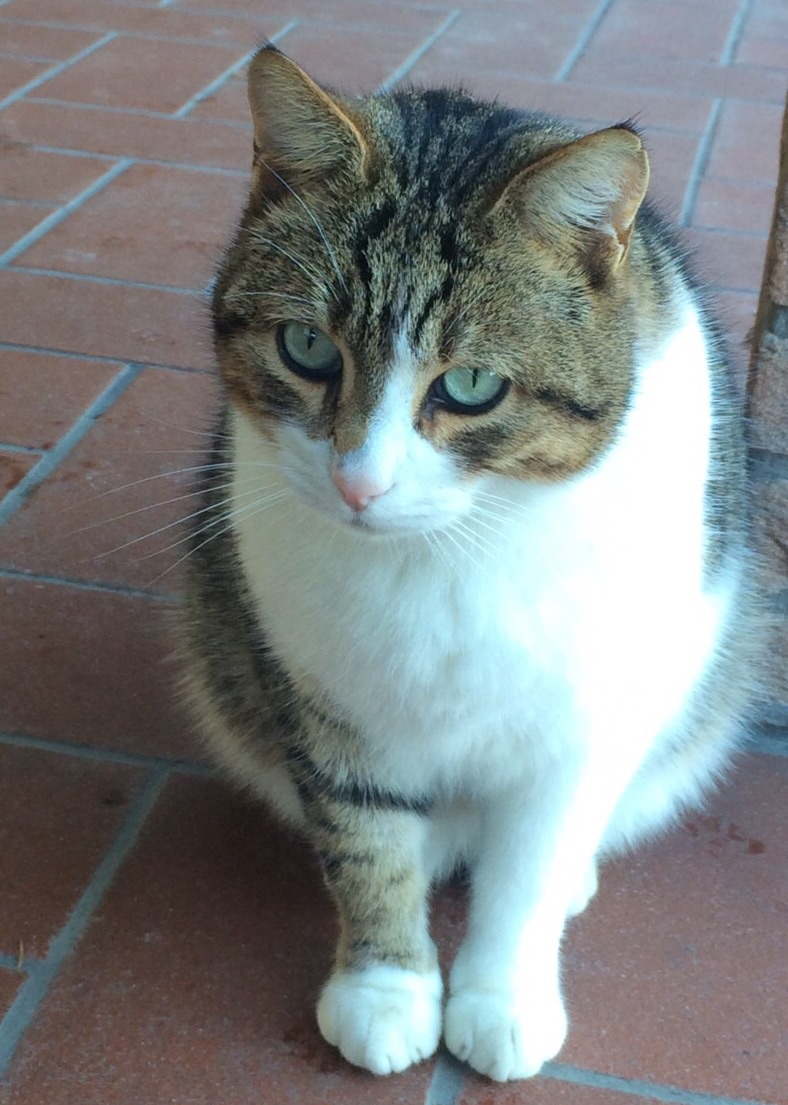
Ein Kater mit drei Jahren. Gut sichtbar: die Ohrpinsel

| Rassestandard Europäisch Kurzhaar | Rassestandard Europäisch Kurzhaar | Rassestandard Europäisch Kurzhaar |
| Körperteil                        | Merkmal                           | Beschreibung |
| --------------------------------- | --------------------------------- | --- |
| Kopf                              | Form                              | groß; das Gesicht rund, jedoch etwas länger als breit; Stirn und Schädel leicht gerundet                                                                |
| Kopf                              | Nase                              | mittellang |
| Kopf                              | Kinn                              | kräftig |
| Ohren                             | Form                              | mittelgroß und an der Spitze abgerundet |
| Ohren                             | Lage                              | breit am Ansatz, leicht aufrecht stehend |
| Augen                             | Form                              | mittlere Größe, weit auseinander, gut geöffnet und rund                                                                                                 |
| Augen                             | Farbe                             | Farbe harmoniert mit Fellfarbe meistens Grün |
| Körper                            | Körperbau                         | mittelgroß, kräftig |
| Schwanz                           |                                   | mittlere Länge |
| Fell                              | Struktur                          | kurz und dicht, glänzend |
| Fell                              | Farbe                             | Alle natürlichen Farben, mit und ohne weiß, sind möglich: z. B. gestromt, getigert, schwarz, weiß, rot, blau, creme, schildpatt, Silver Tabby, Smoke.   |
| Besonderheiten                    |                                   | Bei Fellfarben, die aus einer Rassenkreuzung stammen (z. B. Chocolate oder Point), werden die Katzen nicht mehr der Europäisch Kurzhaar hinzugerechnet. |